# Danh sách cầu thủ tham dự giải vô địch bóng đá U-16 châu Âu 2000

## Bảng A

### Anh
Huấn luyện viên: Les Reed
| 0#0 | Vị trí | Cầu thủ           | Ngày sinh và tuổi           | Câu lạc bộ        |
| --- | ------ | ----------------- | --------------------------- | ----------------- |
| 1   | TM     | Lee Grant         | 27 tháng 1, 1983 (17 tuổi)  | Derby County      |
| 2   | HV     | Neil Austin       | 26 tháng 4, 1983 (17 tuổi)  | Barnsley          |
| 3   | HV     | Benjamin Willetts | 10 tháng 2, 1983 (17 tuổi)  | Aston Villa       |
| 4   | HV     | Ben Bowditch      | 19 tháng 2, 1984 (16 tuổi)  | Tottenham Hotspur |
| 5   | HV     | Ben Clark         | 24 tháng 1, 1983 (17 tuổi)  | Sunderland        |
| 6   | HV     | Sean O'Hanlon     | 2 tháng 1, 1983 (17 tuổi)   | Everton           |
| 7   | TV     | Jermaine Pennant  | 15 tháng 1, 1983 (17 tuổi)  | Arsenal           |
| 8   | TV     | John Spicer       | 13 tháng 9, 1983 (16 tuổi)  | Arsenal           |
| 9   | TĐ     | Stefan Moore      | 28 tháng 9, 1983 (16 tuổi)  | Aston Villa       |
| 10  | TĐ     | Michael Chopra    | 23 tháng 12, 1983 (16 tuổi) | Newcastle United  |
| 11  | TV     | Neil Prince       | 17 tháng 3, 1983 (17 tuổi)  | Liverpool         |
| 12  | TĐ     | Marvin Brown      | 6 tháng 7, 1983 (16 tuổi)   | Bristol City      |
| 13  | TM     | Andy Lonergan     | 19 tháng 10, 1983 (16 tuổi) | Preston North End |
| 14  | TV     | Stephen Cooke     | 15 tháng 2, 1983 (17 tuổi)  | Aston Villa       |
| 15  | TV     | Brian Howard      | 23 tháng 1, 1983 (17 tuổi)  | Southampton       |
| 16  | TV     | Lionel Morgan     | 17 tháng 2, 1983 (17 tuổi)  | Wimbledon         |
| 17  | TV     | Ben Muirhead      | 5 tháng 1, 1983 (17 tuổi)   | Manchester United |
| 18  | HV     | Jon Otsemobor     | 23 tháng 3, 1983 (17 tuổi)  | Liverpool         |

### Bồ Đào Nha
Huấn luyện viên: António José Baptista De Sousa Violante
| 0#0 | Vị trí | Cầu thủ          | Ngày sinh và tuổi          | Câu lạc bộ        |
| --- | ------ | ---------------- | -------------------------- | ----------------- |
| 1   | TM     | Bruno Vale       | 8 tháng 4, 1983 (17 tuổi)  | Porto             |
| 2   | HV     | Nuno Batista     | 17 tháng 1, 1983 (17 tuổi) | Boavista          |
| 3   | HV     | Pedro Ribeiro    | 25 tháng 1, 1983 (17 tuổi) | Porto             |
| 4   | TV     | Valdir Cardoso   | 1 tháng 1, 1984 (16 tuổi)  | Sporting CP       |
| 5   | TV     | Luís Afonso      | 18 tháng 3, 1983 (17 tuổi) | Porto             |
| 6   | TV     | André            | 2 tháng 7, 1983 (16 tuổi)  | SC Braga          |
| 7   | HV     | Raul Meireles    | 17 tháng 3, 1983 (17 tuổi) | Boavista          |
| 8   | TV     | Custódio Castro  | 24 tháng 5, 1983 (16 tuổi) | Vitória Guimarães |
| 9   | TĐ     | Rui Figueiredo   | 7 tháng 4, 1983 (17 tuổi)  | Gil Vicente       |
| 10  | TĐ     | Mário Carlos     | 21 tháng 2, 1983 (17 tuổi) | Vitória Setúbal   |
| 11  | TĐ     | João Paiva       | 8 tháng 2, 1983 (17 tuổi)  | Sporting CP       |
| 12  | TM     | Pedro Miguel     | 16 tháng 4, 1983 (17 tuổi) | Boavista          |
| 13  | TĐ     | Hugo Viana       | 15 tháng 1, 1983 (17 tuổi) | Sporting CP       |
| 14  | TĐ     | Toninho          | 14 tháng 6, 1983 (16 tuổi) | Porto             |
| 15  | TV     | Daniel Almeida   | 6 tháng 5, 1984 (15 tuổi)  | Boavista          |
| 16  | HV     | Carlos Marques   | 6 tháng 2, 1983 (17 tuổi)  | Sporting CP       |
| 17  | TĐ     | Sílvio           | 4 tháng 2, 1983 (17 tuổi)  | Porto             |
| 18  | TV     | Ricardo Quaresma | 25 tháng 9, 1983 (16 tuổi) | Sporting CP       |

### Cộng hòa Ireland
Huấn luyện viên: Brian Kerr
| 0#0 | Vị trí | Cầu thủ         | Ngày sinh và tuổi           | Câu lạc bộ                 |
| --- | ------ | --------------- | --------------------------- | -------------------------- |
| 1   | TM     | Wayne Henderson | 16 tháng 9, 1983 (16 tuổi)  | Aston Villa FC             |
| 2   | TV     | Stephen Brennan | 26 tháng 3, 1983 (17 tuổi)  | Newcastle United FC        |
| 3   | HV     | Anthony Martin  | 20 tháng 9, 1983 (16 tuổi)  | Blackburn Rovers FC        |
| 4   | HV     | Mark Rossiter   | 27 tháng 5, 1983 (16 tuổi)  | Sunderland AFC             |
| 5   | HV     | Paddy McCarthy  | 31 tháng 5, 1983 (16 tuổi)  | Manchester City FC         |
| 6   | TV     | Graham Ward     | 25 tháng 2, 1983 (17 tuổi)  | Wolverhampton Wanderers FC |
| 7   | TV     | Sean Thornton   | 18 tháng 5, 1983 (16 tuổi)  | Tranmere Rovers FC         |
| 8   | TV     | Stephen Capper  | 28 tháng 2, 1983 (17 tuổi)  | Sunderland AFC             |
| 9   | TĐ     | Leonard Walker  | 7 tháng 9, 1983 (16 tuổi)   | Leeds United AFC           |
| 10  | TV     | Keith Fahey     | 15 tháng 1, 1983 (17 tuổi)  | Arsenal FC                 |
| 11  | TV     | Liam Kearney    | 10 tháng 1, 1983 (17 tuổi)  | Nottingham Forest FC       |
| 12  | HV     | Stephen Kelly   | 6 tháng 9, 1983 (16 tuổi)   | Tottenham Hotspur FC       |
| 13  | HV     | Seán Dillon     | 30 tháng 7, 1983 (16 tuổi)  | Aston Villa FC             |
| 14  | TV     | Daryl McMahon   | 10 tháng 10, 1983 (16 tuổi) | West Ham United FC         |
| 15  | TĐ     | Keith Graydon   | 10 tháng 2, 1983 (17 tuổi)  | Sunderland AFC             |
| 16  | TM     | Brian Murphy    | 7 tháng 5, 1983 (16 tuổi)   | Manchester City FC         |
| 17  | TĐ     | David Murphy    | 18 tháng 1, 1983 (17 tuổi)  | Celtic FC                  |
| 18  | TĐ     | George Snee     | 26 tháng 1, 1983 (17 tuổi)  | Tottenham Hotspur FC       |

### Nga
Huấn luyện viên: Sergei Stukashov
| 0#0 | Vị trí | Cầu thủ               | Ngày sinh và tuổi           | Câu lạc bộ              |
| --- | ------ | --------------------- | --------------------------- | ----------------------- |
| 1   | TM     | Dmitri Chigazov       | 29 tháng 3, 1983 (17 tuổi)  | Smena St.Petersburg     |
| 2   | TV     | Sergei Chernogayev    | 20 tháng 3, 1983 (17 tuổi)  | FC Torpedo Moscow       |
| 3   | HV     | Sergei Tsvetayev      | 30 tháng 6, 1983 (16 tuổi)  | FC Torpedo Moscow       |
| 4   | HV     | Kirill Orlov          | 18 tháng 1, 1983 (17 tuổi)  | FC Torpedo-ZIL Moscow   |
| 5   | HV     | Aleksandr Sheshukov   | 15 tháng 4, 1983 (17 tuổi)  | FC Dinamo Omsk          |
| 6   | TV     | Georgi Mikadze        | 3 tháng 10, 1983 (16 tuổi)  | FC Zhemchuzhina Sochi   |
| 7   | TV     | Pyotr Nemov           | 18 tháng 10, 1983 (16 tuổi) | FC Dynamo Moscow        |
| 8   | TV     | Maksim Grigoryev      | 13 tháng 10, 1983 (16 tuổi) | Spartak Moscow          |
| 9   | TĐ     | Vladimir Zelenovskiy  | 20 tháng 6, 1983 (16 tuổi)  | SC Rotor Volgograd      |
| 10  | TĐ     | Sergei Kruglyakov     | 8 tháng 1, 1983 (17 tuổi)   | FC Fakel Voronezh       |
| 11  | TV     | Dmitri Sychev         | 26 tháng 10, 1983 (16 tuổi) | Smena St.Petersburg     |
| 12  | TM     | Vladimir Gabulov      | 19 tháng 10, 1983 (16 tuổi) | FC Mozdok               |
| 13  | TĐ     | Dmitri Kudryashov     | 13 tháng 5, 1983 (16 tuổi)  | Saint-Étienne           |
| 14  | TV     | Aleksey Arkhipov      | 24 tháng 3, 1983 (17 tuổi)  | Smena Moscow            |
| 15  | TĐ     | Aleksandr Dobrolyubov | 22 tháng 9, 1983 (16 tuổi)  | FC Zenit St. Petersburg |
| 16  | HV     | Ilya Poprygushin      | 31 tháng 7, 1983 (16 tuổi)  | FC Torpedo-ZIL Moscow   |
| 18  | HV     | Ildar Gazetdinov      | 23 tháng 5, 1983 (16 tuổi)  | FC Dynamo Moscow        |
| 19  | TM     | Konstantin Dzyuba     | 25 tháng 8, 1983 (16 tuổi)  | Kristall Smolensk       |

## Bảng B

### Cộng hòa Séc
Huấn luyện viên: Josef Krejča
| 0#0 | Vị trí | Cầu thủ            | Ngày sinh và tuổi          | Câu lạc bộ              |
| --- | ------ | ------------------ | -------------------------- | ----------------------- |
| 1   | TM     | Michal Daněk       | 6 tháng 7, 1983 (16 tuổi)  | FC Baník Ostrava        |
| 2   | HV     | Ondrej Kral        | 17 tháng 4, 1983 (17 tuổi) | FC Viktoria Plzen       |
| 3   | HV     | Radek Koudelny     | 27 tháng 5, 1983 (16 tuổi) | FC Baník Ostrava        |
| 4   | TĐ     | Václav Svěrkoš     | 1 tháng 11, 1983 (16 tuổi) | FC Baník Ostrava        |
| 5   | HV     | Lukaš Blazek       | 30 tháng 8, 1983 (16 tuổi) | Svit Zlín               |
| 6   | HV     | Tomáš Sivok        | 15 tháng 9, 1983 (16 tuổi) | SK Ceské Budéjovice JCE |
| 7   | TV     | Roman Fischer      | 24 tháng 3, 1983 (17 tuổi) | FC Baník Ostrava        |
| 8   | TV     | Pavel Mezlík       | 25 tháng 6, 1983 (16 tuổi) | Stavoartikel Brno       |
| 9   | TĐ     | David Střihavka    | 4 tháng 3, 1983 (17 tuổi)  | AC Sparta Praha         |
| 10  | TĐ     | Tomáš Jun          | 17 tháng 1, 1983 (17 tuổi) | AC Sparta Praha         |
| 11  | TV     | Filip Trojan       | 21 tháng 2, 1983 (17 tuổi) | FC Schalke 04           |
| 12  | HV     | Michal Braunšleger | 1 tháng 2, 1983 (17 tuổi)  | FK Teplice              |
| 13  | HV     | Tomáš Rada         | 28 tháng 9, 1983 (16 tuổi) | AC Sparta Praha         |
| 14  | HV     | Petr Navratil      | 15 tháng 2, 1983 (17 tuổi) | SK Sigma Olomouc        |
| 15  | TV     | Zdenek Partyš      | 17 tháng 3, 1983 (17 tuổi) | Stavoartikel Brno       |
| 16  | TM     | Zdeněk Křížek      | 16 tháng 1, 1983 (17 tuổi) | SK Ceské Budéjovice JCE |
| 17  | TĐ     | Petr Machan        | 14 tháng 2, 1983 (17 tuổi) | SK Sigma Olomouc        |
| 18  | TV     | Ondrej Prochazka   | 16 tháng 3, 1983 (17 tuổi) | SK Ceské Budéjovice JCE |

### Đan Mạch
Huấn luyện viên: Hans Brun Larsen
| 0#0 | Vị trí | Cầu thủ                  | Ngày sinh và tuổi          | Câu lạc bộ         |
| --- | ------ | ------------------------ | -------------------------- | ------------------ |
| 1   | TM     | Kevin Stuhr Ellegaard    | 23 tháng 5, 1983 (16 tuổi) | Farum              |
| 2   | TV     | Sebastian Svärd          | 15 tháng 1, 1983 (17 tuổi) | KB                 |
| 3   | HV     | Frank Hansen             | 23 tháng 2, 1983 (17 tuổi) | Ølstykke           |
| 4   | HV     | Ronnie Berndtsen         | 23 tháng 5, 1984 (15 tuổi) | Køge BK            |
| 5   | TV     | Jacob Sørensen           | 12 tháng 2, 1983 (17 tuổi) | Aalborg            |
| 6   | HV     | Tim Akmed M. Mansour     | 12 tháng 5, 1983 (16 tuổi) | Farum              |
| 7   | HV     | Martin Engelhardt Jensen | 11 tháng 5, 1983 (16 tuổi) | BK Frem København  |
| 8   | TĐ     | Martin Nielsen Hansen    | 11 tháng 5, 1983 (16 tuổi) | AGF Århus          |
| 9   | TĐ     | Jonas Kamper             | 3 tháng 5, 1983 (16 tuổi)  | Nykøbing           |
| 10  | TV     | Hans Yoo Mathiesen       | 18 tháng 8, 1983 (16 tuổi) | Brøndby            |
| 11  | TV     | Claus B. Pedersen        | 18 tháng 2, 1983 (17 tuổi) | Odense BK          |
| 12  | TĐ     | Ronni Andersen           | 29 tháng 1, 1983 (17 tuổi) | Farum              |
| 13  | TĐ     | Ronnie Tygesen           | 1 tháng 9, 1983 (16 tuổi)  | Brøndby            |
| 14  | TĐ     | Torben Kruse Holt        | 22 tháng 2, 1984 (16 tuổi) | AGF Århus          |
| 15  | TV     | Anders Alding            | 15 tháng 1, 1983 (17 tuổi) | Akademisk Boldklub |
| 16  | TM     | Stig Tavlbjerg Olsen     | 29 tháng 9, 1983 (16 tuổi) | Vejle BK           |
| 17  | TV     | Thomas Kahlenberg        | 20 tháng 3, 1983 (17 tuổi) | Brøndby            |
| 18  | HV     | Rasmus Würtz             | 18 tháng 9, 1983 (16 tuổi) | Skive              |

### Phần Lan
Huấn luyện viên: Timo Liekoski
| 0#0 | Vị trí | Cầu thủ              | Ngày sinh và tuổi           | Câu lạc bộ      |
| --- | ------ | -------------------- | --------------------------- | --------------- |
| 1   | TM     | Markus Koljander     | 25 tháng 10, 1983 (16 tuổi) | Haka            |
| 2   | HV     | Miikka Bäckman       | 11 tháng 2, 1983 (17 tuổi)  | HJK             |
| 3   | HV     | Heikki Aho           | 16 tháng 3, 1983 (17 tuổi)  | Tampere United  |
| 4   | HV     | Kalle Sorja          | 2 tháng 2, 1983 (17 tuổi)   | HJK             |
| 5   | TV     | Jani Lyyski          | 16 tháng 3, 1983 (17 tuổi)  | Brommapojkarna  |
| 6   | TV     | Ville Harittu        | 11 tháng 3, 1983 (17 tuổi)  | TPS Turku       |
| 7   | TV     | Kristoffer Weckström | 26 tháng 5, 1983 (16 tuổi)  | IFK Mariehamn   |
| 8   | TV     | Henri Scheweleff     | 15 tháng 4, 1983 (17 tuổi)  | Vaasan Kiisto   |
| 9   | TĐ     | Daniel Sjölund       | 22 tháng 4, 1983 (17 tuổi)  | West Ham United |
| 10  | TĐ     | Jussi Kujala         | 4 tháng 4, 1983 (17 tuổi)   | Tampere United  |
| 11  | TV     | Petri Oravainen      | 26 tháng 1, 1983 (17 tuổi)  | HJK             |
| 12  | TM     | Markku Lappalainen   | 8 tháng 1, 1983 (17 tuổi)   | Ponnistajat     |
| 13  | HV     | Mika Granholm        | 29 tháng 6, 1983 (16 tuổi)  | GIF Sundsvall   |
| 14  | HV     | Jukka Puurunen       | 20 tháng 1, 1983 (17 tuổi)  | OLS             |
| 15  | HV     | Valtter Laaksonen    | 3 tháng 5, 1984 (15 tuổi)   | FC Inter        |
| 16  | TV     | Tommy Wirtanen       | 19 tháng 1, 1983 (17 tuổi)  | IFK Mariehamn   |
| 17  | TV     | Ari Nyman            | 7 tháng 2, 1984 (16 tuổi)   | FC Inter        |
| 18  | TĐ     | Risto Ojanen         | 12 tháng 1, 1983 (17 tuổi)  | HJK             |

### Slovakia
Huấn luyện viên: Anton Valovič
| 0#0 | Vị trí | Cầu thủ           | Ngày sinh và tuổi           | Câu lạc bộ        |
| --- | ------ | ----------------- | --------------------------- | ----------------- |
| 1   | TM     | Peter Kostoláni   | 6 tháng 2, 1983 (17 tuổi)   | Nitra             |
| 2   | HV     | Matej Gala        | 5 tháng 1, 1983 (17 tuổi)   | Nitra             |
| 3   | HV     | Peter Strecansky  | 31 tháng 3, 1983 (17 tuổi)  | Spartak Trnava    |
| 4   | HV     | Marek Kostoláni   | 6 tháng 2, 1983 (17 tuổi)   | Nitra             |
| 5   | HV     | Peter Šedivý      | 5 tháng 1, 1983 (17 tuổi)   | Inter Bratislava  |
| 6   | TV     | Tomáš Ivan        | 12 tháng 7, 1983 (16 tuổi)  | Inter Bratislava  |
| 7   | TV     | Dušan Miklas      | 7 tháng 2, 1983 (17 tuổi)   | Dukla Trenčín     |
| 8   | TV     | Tomáš Labun       | 28 tháng 1, 1984 (16 tuổi)  | 1. FC Košice      |
| 9   | TĐ     | Roman Jurko       | 25 tháng 1, 1983 (17 tuổi)  | 1. FC Košice      |
| 10  | TV     | Tomáš Sloboda     | 24 tháng 9, 1983 (16 tuổi)  | Slovan Bratislava |
| 11  | TĐ     | Jozef Krocko      | 21 tháng 1, 1983 (17 tuổi)  | 1. FC Košice      |
| 12  | TV     | Miroslav Poliaček | 13 tháng 7, 1983 (16 tuổi)  | Baník Prievidza   |
| 13  | HV     | Radovan Lukac     | 16 tháng 10, 1983 (16 tuổi) | Tatran Prešov     |
| 14  | TĐ     | Marek Bakoš       | 15 tháng 4, 1983 (17 tuổi)  | Nitra             |
| 15  | TV     | Matuš Prochaczka  | 2 tháng 1, 1983 (17 tuổi)   | Slovan Bratislava |
| 16  | TĐ     | Pavol Jankovic    | 30 tháng 12, 1983 (16 tuổi) | Slovan Bratislava |
| 17  | TV     | Robert Pacinda    | 17 tháng 8, 1983 (16 tuổi)  | Inter Bratislava  |
| 18  | TM     | Anton Janoš       | 18 tháng 10, 1983 (16 tuổi) | Banská Bystrica   |

## Bảng C

### Đức
Huấn luyện viên: Bernd Stöber
| 0#0 | Vị trí | Cầu thủ             | Ngày sinh và tuổi          | Câu lạc bộ             |
| --- | ------ | ------------------- | -------------------------- | ---------------------- |
| 1   | TM     | Daniel Haas         | 1 tháng 8, 1983 (16 tuổi)  | Eintracht Frankfurt    |
| 2   | HV     | Sascha Riether      | 23 tháng 3, 1983 (17 tuổi) | SC Freiburg            |
| 3   | HV     | Martin Stoll        | 9 tháng 2, 1983 (17 tuổi)  | Karlsruher SC          |
| 4   | HV     | Alexander Aischmann | 15 tháng 3, 1983 (17 tuổi) | FC Bayern Munich       |
| 5   | TV     | Benjamin Wingerter  | 25 tháng 3, 1983 (17 tuổi) | FC Schalke 04          |
| 6   | TV     | Matthias Lehmann    | 28 tháng 5, 1983 (16 tuổi) | SSV Ulm 1846           |
| 7   | HV     | Moritz Volz         | 21 tháng 1, 1983 (17 tuổi) | Arsenal                |
| 8   | TV     | Domenico Cozza      | 18 tháng 1, 1983 (17 tuổi) | Bayer 04 Leverkusen    |
| 9   | TV     | Sebastian Kneißl    | 13 tháng 1, 1983 (17 tuổi) | Eintracht Frankfurt    |
| 10  | HV     | Michael Rundio      | 21 tháng 1, 1983 (17 tuổi) | VfB Stuttgart          |
| 11  | TĐ     | Emmanuel Krontiris  | 11 tháng 2, 1983 (17 tuổi) | Tennis Borussia Berlin |
| 12  | TM     | Milan Jurkovic      | 15 tháng 6, 1983 (16 tuổi) | VfB Stuttgart          |
| 13  | HV     | Christian Weber     | 15 tháng 9, 1983 (16 tuổi) | 1. FC Saarbrücken      |
| 14  | HV     | Eberhard Ilg        | 19 tháng 9, 1983 (16 tuổi) | VfB Stuttgart          |
| 15  | HV     | Christian Schulz    | 1 tháng 4, 1983 (17 tuổi)  | SV Werder Bremen       |
| 16  | TV     | Adrian Mahr         | 14 tháng 2, 1983 (17 tuổi) | Borussia Dortmund      |
| 17  | TV     | David Odonkor       | 21 tháng 2, 1984 (16 tuổi) | Borussia Dortmund      |
| 18  | TĐ     | Jonas Wendt         | 16 tháng 1, 1983 (17 tuổi) | 1. FC Köln             |

### Hungary
Huấn luyện viên: András Sarlós
| 0#0 | Vị trí | Cầu thủ            | Ngày sinh và tuổi          | Câu lạc bộ               |
| --- | ------ | ------------------ | -------------------------- | ------------------------ |
| 1   | TM     | György Váradi      | 1 tháng 3, 1983 (17 tuổi)  | Békéscsaba 1912 Előre SE |
| 2   | HV     | István Rodenbücher | 22 tháng 2, 1984 (16 tuổi) | MTK Budapest FC          |
| 3   | HV     | Roland Juhász      | 1 tháng 7, 1983 (16 tuổi)  | MTK Budapest FC          |
| 4   | HV     | Attila Meszáros    | 16 tháng 3, 1983 (17 tuổi) | Budapest Honvéd FC       |
| 5   | HV     | Tamás Horváth      | 4 tháng 3, 1983 (17 tuổi)  | Békéscsaba 1912 Előre SE |
| 6   | HV     | Gábor Horváth      | 10 tháng 7, 1983 (16 tuổi) | MTK Budapest FC          |
| 7   | TV     | Imre Deme          | 3 tháng 8, 1983 (16 tuổi)  | Újpest FC                |
| 8   | HV     | Csaba Regedei      | 16 tháng 1, 1983 (17 tuổi) | Győri ETO FC             |
| 9   | TĐ     | Árpád Nógrádi      | 14 tháng 3, 1983 (17 tuổi) | Ferencvárosi TC          |
| 10  | TĐ     | Péter Czvitkovics  | 10 tháng 2, 1983 (17 tuổi) | MTK Budapest FC          |
| 11  | TV     | István Csopaki     | 3 tháng 9, 1983 (16 tuổi)  | Ferencvárosi TC          |
| 12  | TM     | Peter Guban        | 29 tháng 8, 1983 (16 tuổi) | Újpest FC                |
| 13  | TĐ     | Csaba Fülöp        | 26 tháng 9, 1983 (16 tuổi) | Győri ETO FC             |
| 14  | TV     | Dániel Lettrich    | 21 tháng 4, 1983 (17 tuổi) | Újpest FC                |
| 15  | TV     | Patrik Juhász      | 9 tháng 7, 1983 (16 tuổi)  | Békéscsaba 1912 Előre SE |
| 16  | TV     | György Józsi       | 31 tháng 1, 1983 (17 tuổi) | Zalaegerszegi TE         |
| 17  | HV     | Áron Horváth       | 1 tháng 1, 1983 (17 tuổi)  | Ferencvárosi TC          |
| 18  | HV     | Vilmos Vanczák     | 20 tháng 6, 1983 (16 tuổi) | Diósgyőri VTK            |

### Israel
Huấn luyện viên: Avraham Bachar
| 0#0 | Vị trí | Cầu thủ          | Ngày sinh và tuổi           | Câu lạc bộ           |
| --- | ------ | ---------------- | --------------------------- | -------------------- |
| 1   | TM     | Klil Cnaani      | 14 tháng 10, 1983 (16 tuổi) | Maccabi Kiryat Gat   |
| 2   | HV     | Eitan Azaria     | 12 tháng 5, 1983 (16 tuổi)  | Maccabi Haifa        |
| 3   | HV     | Islam Cana'an    | 21 tháng 5, 1983 (16 tuổi)  | Maccabi Haifa        |
| 4   | TV     | Itzik Cohen      | 10 tháng 5, 1983 (16 tuổi)  | ?                    |
| 5   | HV     | Ze'ev Haimovich  | 7 tháng 4, 1983 (17 tuổi)   | Beitar Nes Tubruk    |
| 6   | TV     | Assaf Avrahami   | 2 tháng 7, 1983 (16 tuổi)   | Hapoel Haifa         |
| 7   | TV     | Shay Sibony      | 3 tháng 4, 1983 (17 tuổi)   | Hapoel Haifa         |
| 8   | TV     | Shay Abutbul     | 16 tháng 1, 1983 (17 tuổi)  | Hapoel Tel Aviv      |
| 9   | TĐ     | Mor Golan        | 23 tháng 6, 1983 (16 tuổi)  | Bnei Yehuda Tel Aviv |
| 10  | TV     | Yaniv Azran      | 19 tháng 5, 1983 (16 tuổi)  | F.C. Ashdod          |
| 11  | HV     | Moshe Mishaelof  | 10 tháng 3, 1983 (17 tuổi)  | Maccabi Tel Aviv     |
| 12  | HV     | Shlomi Amos      | 5 tháng 2, 1983 (17 tuổi)   | Beitar Nes Tubruk    |
| 13  | HV     | Tamir Cohen      | 4 tháng 3, 1983 (17 tuổi)   | Maccabi Tel Aviv     |
| 14  | TV     | Nabil Nsaraldin  | 8 tháng 2, 1983 (17 tuổi)   | Hapoel Acre          |
| 15  | HV     | Rubel Sarsour    | 7 tháng 8, 1983 (16 tuổi)   | Maccabi Petah Tikva  |
| 16  | HV     | Moshe Ohayon     | 24 tháng 5, 1983 (16 tuổi)  | F.C. Ashdod          |
| 17  | TV     | Yaniv Ben-Nissan | 22 tháng 8, 1983 (16 tuổi)  | Hapoel Petah Tikva   |

### Hà Lan
Huấn luyện viên: Arno Pijpers
| 0#0 | Vị trí | Cầu thủ              | Ngày sinh và tuổi           | Câu lạc bộ       |
| --- | ------ | -------------------- | --------------------------- | ---------------- |
| 1   | TM     | Sjoerd Rensen        | 18 tháng 4, 1984 (16 tuổi)  | Vitesse Arnhem   |
| 2   | HV     | John Heitinga        | 15 tháng 11, 1983 (16 tuổi) | AFC Ajax         |
| 3   | TV     | Danny Mathijssen     | 17 tháng 3, 1983 (17 tuổi)  | Willem II        |
| 4   | TV     | Civard Sprockel      | 10 tháng 5, 1983 (16 tuổi)  | Feyenoord        |
| 5   | TV     | Theo Groeneveld      | 4 tháng 2, 1983 (17 tuổi)   | Vitesse Arnhem   |
| 6   | TV     | Chedric Seedorf      | 20 tháng 4, 1983 (17 tuổi)  | Real Madrid      |
| 7   | TĐ     | Dona Liongo N'Kunku  | 5 tháng 2, 1983 (17 tuổi)   | Feyenoord        |
| 8   | HV     | Mels van Driel       | 2 tháng 2, 1983 (17 tuổi)   | Feyenoord        |
| 9   | TĐ     | Jhon van Beukering   | 29 tháng 9, 1983 (16 tuổi)  | Vitesse Arnhem   |
| 10  | TV     | Rafael van der Vaart | 11 tháng 2, 1983 (17 tuổi)  | AFC Ajax         |
| 11  | TĐ     | Diego Jongen         | 10 tháng 3, 1983 (17 tuổi)  | Roda JC Kerkrade |
| 12  | HV     | Glenn Loovens        | 22 tháng 10, 1983 (16 tuổi) | Feyenoord        |
| 13  | HV     | Dirk-Jan in den Eng  | 6 tháng 8, 1983 (16 tuổi)   | AFC Ajax         |
| 14  | TV     | Robin van Persie     | 6 tháng 8, 1983 (16 tuổi)   | Feyenoord        |
| 15  | HV     | Matthew Altena       | 22 tháng 1, 1983 (17 tuổi)  | AZ Alkmaar       |
| 16  | TM     | Erwin Friebel        | 27 tháng 3, 1983 (17 tuổi)  | ADO Den Haag     |
| 17  | TĐ     | Davide Pedrini       | 10 tháng 9, 1983 (16 tuổi)  | Feyenoord        |
| 18  | TĐ     | Klaas-Jan Huntelaar  | 12 tháng 8, 1983 (16 tuổi)  | De Graafschap    |

## Bảng D

### Ba Lan
Huấn luyện viên: Antoni Szymanowski
| 0#0 | Vị trí | Cầu thủ              | Ngày sinh và tuổi          | Câu lạc bộ          |
| --- | ------ | -------------------- | -------------------------- | ------------------- |
| 1   | TM     | Grzegorz Kasprzik    | 20 tháng 9, 1983 (16 tuổi) | Górnik Zabrze       |
| 2   | HV     | Paweł Iwanowski      | 12 tháng 1, 1983 (17 tuổi) | Amica Wronki        |
| 3   | HV     | Antoni Łukasiewicz   | 26 tháng 6, 1983 (16 tuổi) | Polonia Warszawa    |
| 4   | HV     | Przemyslaw Rygielski | 3 tháng 1, 1983 (17 tuổi)  | Wisła Kraków        |
| 5   | HV     | Paweł Strąk          | 24 tháng 3, 1983 (17 tuổi) | Wisła Kraków        |
| 6   | HV     | Kamil Kuzera         | 11 tháng 3, 1983 (17 tuổi) | Wisła Kraków        |
| 7   | TV     | Mateusz Kaźmierczak  | 12 tháng 4, 1983 (17 tuổi) | Wisła Kraków        |
| 8   | TV     | Sebastian Pluta      | 31 tháng 5, 1983 (16 tuổi) | Raków Częstochowa   |
| 9   | TĐ     | Karol Gregorek       | 26 tháng 1, 1983 (17 tuổi) | Amica Wronki        |
| 10  | TĐ     | Paweł Brożek         | 21 tháng 4, 1983 (17 tuổi) | Wisła Kraków        |
| 11  | TV     | Piotr Brożek         | 21 tháng 4, 1983 (17 tuổi) | Wisła Kraków        |
| 12  | TM     | Miroslaw Kasprzak    | 6 tháng 7, 1983 (16 tuổi)  | Lechia Zielona Góra |
| 13  | HV     | Dariusz Dudka        | 9 tháng 12, 1983 (16 tuổi) | Amica Wronki        |
| 14  | HV     | Łukasz Lach          | 20 tháng 5, 1983 (16 tuổi) | Wisła Kraków        |
| 15  | TV     | Piotr Kapłon         | 6 tháng 2, 1983 (17 tuổi)  | Hetman Zamość       |
| 16  | TV     | Piotr Biechonski     | 12 tháng 3, 1983 (17 tuổi) | Ursus Warszawa      |
| 17  | TĐ     | Karol Wójcik         | 12 tháng 4, 1983 (17 tuổi) | Wisła Kraków        |
| 18  | TĐ     | Sebastian Wrzesinski | 4 tháng 1, 1983 (17 tuổi)  | Dolcan Ząbki        |

### România
Huấn luyện viên: Mihai Ianovschi
| 0#0 | Vị trí | Cầu thủ                | Ngày sinh và tuổi           | Câu lạc bộ                    |
| --- | ------ | ---------------------- | --------------------------- | ----------------------------- |
| 1   | TM     | Sebastian Huțan        | 26 tháng 10, 1983 (16 tuổi) | FC UTA Arad                   |
| 2   | HV     | Ionuț Cristian Stancu  | 17 tháng 1, 1983 (17 tuổi)  | Școala de Fotbal Gică Popescu |
| 3   | HV     | Marius Adrian Demian   | 26 tháng 6, 1983 (16 tuổi)  | FC UTA Arad                   |
| 4   | HV     | Răzvan Daniel Fritea   | 4 tháng 4, 1983 (17 tuổi)   | FC UTA Arad                   |
| 5   | TV     | Serban Cristescu       | 11 tháng 6, 1983 (16 tuổi)  | FC Dinamo București           |
| 6   | HV     | Gabriel Tamaș          | 9 tháng 11, 1983 (16 tuổi)  | FC Rapid București            |
| 7   | TV     | Adrian Nalați          | 25 tháng 5, 1983 (16 tuổi)  | Gloria Bistrița               |
| 8   | TV     | Radu Mărginean         | 3 tháng 1, 1983 (17 tuổi)   | FC UTA Arad                   |
| 9   | TĐ     | Cristian Ianu          | 16 tháng 10, 1983 (16 tuổi) | FC UTA Arad                   |
| 10  | TV     | Claudiu Mircea Ionescu | 20 tháng 3, 1983 (17 tuổi)  | FC Rapid București            |
| 11  | TV     | Mihăiţă Gheorghe       | 1 tháng 4, 1983 (17 tuổi)   | FC Steaua București           |
| 12  | TM     | Alexandru Marc         | 16 tháng 1, 1983 (17 tuổi)  | FC Brașov                     |
| 13  | HV     | Daniel Nicolae Ghiță   | 21 tháng 3, 1983 (17 tuổi)  | FC Argeș Pitești              |
| 14  | TV     | Mădălin Murgan         | 16 tháng 5, 1983 (16 tuổi)  | FC Extensiv Craiova           |
| 15  | TV     | Cosmin Năstăsie        | 22 tháng 6, 1983 (16 tuổi)  | FC Argeș Pitești              |
| 16  | TV     | Dan Codreanu           | 28 tháng 4, 1983 (17 tuổi)  | FC Universitatea Cluj         |
| 17  | HV     | Andrei Nicolae Berde   | 27 tháng 1, 1983 (17 tuổi)  | FC Blanuri Oradea             |
| 18  | TĐ     | Robert Roszel          | 30 tháng 1, 1983 (17 tuổi)  | FC Olimpia Satu Mare          |

### Tây Ban Nha
Huấn luyện viên: Juan Santisteban
| 0#0 | Vị trí | Cầu thủ                   | Ngày sinh và tuổi           | Câu lạc bộ          |
| --- | ------ | ------------------------- | --------------------------- | ------------------- |
| 1   | TM     | David Pociello Guerrero   | 11 tháng 8, 1983 (16 tuổi)  | RCD Espanyol        |
| 2   | HV     | Iban Zubiaurre            | 22 tháng 1, 1983 (17 tuổi)  | Real Sociedad       |
| 3   | HV     | Sergio Vara Martínez      | 2 tháng 1, 1983 (17 tuổi)   | Real Sociedad       |
| 4   | HV     | Héctor Pilán Gil          | 7 tháng 3, 1983 (17 tuổi)   | Valencia CF         |
| 5   | HV     | Iago Bouzón               | 16 tháng 3, 1983 (17 tuổi)  | Celta de Vigo       |
| 6   | TV     | Marcos Gallego Reguera    | 15 tháng 2, 1983 (17 tuổi)  | Sevilla FC          |
| 7   | TV     | Jorge Pina                | 28 tháng 2, 1983 (17 tuổi)  | Real Zaragoza       |
| 8   | TV     | Jesús Ramirez Brenes      | 3 tháng 1, 1983 (17 tuổi)   | Atlético Madrid     |
| 9   | TV     | Carmelo                   | 9 tháng 7, 1983 (16 tuổi)   | UD Las Palmas       |
| 10  | TV     | José Antonio Reyes        | 1 tháng 9, 1983 (16 tuổi)   | Sevilla FC          |
| 11  | TV     | Alonso                    | 13 tháng 2, 1983 (17 tuổi)  | Real Betis          |
| 12  | HV     | Javier Arribas Rubio      | 25 tháng 3, 1983 (17 tuổi)  | Real Madrid         |
| 13  | TM     | David Yáñez Lacorzana     | 22 tháng 2, 1983 (17 tuổi)  | Deportivo La Coruña |
| 14  | TĐ     | Toché                     | 1 tháng 1, 1983 (17 tuổi)   | Atlético Madrid     |
| 15  | HV     | Álex Goikoetxea           | 8 tháng 3, 1983 (17 tuổi)   | Athletic Bilbao     |
| 16  | TV     | Diego León                | 16 tháng 1, 1984 (16 tuổi)  | Real Madrid         |
| 17  | TĐ     | Adrián Quintairos Bugallo | 15 tháng 3, 1983 (17 tuổi)  | Real Madrid         |
| 18  | TĐ     | Rubén Arroyo              | 22 tháng 11, 1983 (16 tuổi) | Real Madrid         |

Bản mẫu:Giải vô địch bóng đá U-17 châu Âu